# Арагон, Лоренсо
Лоре́нсо Араго́н Арменте́рос (исп. Lorenzo Aragón Armenteros, 28 апреля 1974, Santa Isabel de las Lajas, Cienfuegos, Куба) — кубинский боксёр, двукратный чемпион мира (2001 и 2003) и чемпион Панамериканских игр (2003), призёр Олимпийских игр 2004 года.